# Essertenne-et-Cecey
Essertenne-et-Cecey là một xã thuộc tỉnh Haute-Saône trong vùng Franche-Comté phía đông nước Pháp.